# جوي فاي
جوي فاي (بالإنجليزية: Joey Faye)‏ هو ممثل أمريكي، ولد في 12 يوليو 1909، وتوفي في 26 أبريل 1997.

## وصلات خارجية
- جوي فاي على موقع IMDb (الإنجليزية)
- جوي فاي على موقع قاعدة بيانات برودواي على الإنترنت (الإنجليزية)
- جوي فاي على موقع ديسكوغز (الإنجليزية)
- جوي فاي على موقع قاعدة بيانات الفيلم (الإنجليزية)